# La Foradada (la Coma)
La Foradada és una masia del poble de la Coma, al municipi de la Coma i la Pedra, a la Vall de Lord (Solsonès).
Està situada a 1.445 metres d'altitud al costat de la carretera de La Coma a Tuixent, just després de passa la cruïlla que porta a l'estació d'esquí de Port del Comte.